# 三千世界 (アルバム)
『三千世界』（さんぜんせかい）は、伊東歌詞太郎初のベスト・アルバム。2022年2月16日にビクターエンタテインメント/CONNEXTONEから発売された。

## 概要
前作『Overture』から約3年ぶりのアルバムリリースとなり、自身初のベスト・アルバムである。2014年に一度メジャー・デビューしていたが、アルバム『二天一流』以降はインディーズレーベルから作品をリリースしていた為、メジャー復帰後初のアルバム作品となった。
収録曲は、過去にニコニコ動画やYouTubeなどに投稿してきた「歌ってみた」楽曲のカバーと自身のオリジナル楽曲を中心に収録されており、特にオリジナル曲については、サブスクリプション未配信やCDの廃盤などの都合で視聴が困難となっていた楽曲を中心に選曲された。

## 収録内容
| #   | タイトル                               | 作詞             | 作曲                    | 編曲                                      | 時間 |
| --- | -------------------------------------- | ---------------- | ----------------------- | ----------------------------------------- | ---- |
| 1.  | 「ピエロ」                             | KEI              | KEI                     |                                           | 4:16 |
| 2.  | 「惑星ループ」                         | ナユタン星人     | ナユタン星人            | 伊東歌詞太郎、歌詞太郎バンド、棚橋UNA信仁 | 3:20 |
| 3.  | 「小夜子」                             | みきとP          | みきとP                 | みきとP                                   | 4:13 |
| 4.  | 「しわ」                               | buzzG            | buzzG                   | 沼能友樹、棚橋UNA信仁                     | 4:09 |
| 5.  | 「神のまにまに」                       | れるりり         | れるりり                | EFFY                                      | 4:18 |
| 6.  | 「Role Praying」                       | 伊東歌詞太郎     | 伊東歌詞太郎            | たるとP                                   | 4:16 |
| 7.  | 「ミルクとコーヒー」                   | 伊東歌詞太郎     | 伊東歌詞太郎            | たるとP                                   | 3:58 |
| 8.  | 「帝国少女」                           | R Sound Design   | R Sound Design          | 棚橋UNA信仁                               | 4:19 |
| 9.  | 「約束のスターリーナイト」             | buzzG            | buzzG                   |                                           | 5:25 |
| 10. | 「アストロ」                           | buzzG            | buzzG                   |                                           | 3:32 |
| 11. | 「チルドレンレコード」                 | じん (自然の敵P) | じん (自然の敵P)        | 鈴木Daichi秀行                            | 3:04 |
| 12. | 「脳漿炸裂ガール」                     | れるりり         | れるりり                | れるりり                                  | 3:15 |
| 13. | 「帰ろうよ、マイホームタウン～追想～」 | 伊東歌詞太郎     | 伊東歌詞太郎            | 棚橋UNA 信仁                              | 5:42 |
| 14. | 「僕だけのロックスター」               | 伊東歌詞太郎     | 伊東歌詞太郎            | Yurin、棚橋信仁                           | 5:08 |
| 15. | 「パラボラ～ガリレオの夢～」           | 伊東歌詞太郎     | 伊東歌詞太郎、nishi-ken | nishi-ken                                 | 5:03 |

| #         | タイトル                    | 作詞         | 作曲         | 編曲                                | 時間  |
| --------- | --------------------------- | ------------ | ------------ | ----------------------------------- | ----- |
| 1.        | 「北極星」                  | 伊東歌詞太郎 | 伊東歌詞太郎 | たるとP                             | 4:08  |
| 2.        | 「キリトリセン」            | 40mP         | 40mP         | 伊東歌詞太郎、歌詞太郎バンド        | 3:58  |
| 3.        | 「タイムトラベラー」        | 伊東歌詞太郎 | 伊東歌詞太郎 | 棚橋UNA信仁                         | 4:05  |
| 4.        | 「少年と魔法のロボット」    | 40mP         | 40mP         | 伊東歌詞太郎、歌詞太郎バンド        | 5:13  |
| 5.        | 「恋愛裁判」                | 40mP         | 40mP         | 未来古代楽団 (砂守岳央、松岡美弥子) | 3:49  |
| 6.        | 「少女レイ」                | みきとP      | みきとP      |                                     | 4:51  |
| 7.        | 「Heeler」                  | 伊東歌詞太郎 | 伊東歌詞太郎 | 棚橋UNA信仁                         | 5:52  |
| 8.        | 「さよならだけが人生だ」    | 伊東歌詞太郎 | 伊東歌詞太郎 | 未来古代楽団 (砂守岳央、松岡美弥子) | 5:11  |
| 9.        | 「Fairytale,」              | buzzG        | buzzG        | ANDRIVEBOiz                         | 5:02  |
| 10.       | 「タイムマシン」            | 164          | 40mP         | 未来古代楽団 (砂守岳央、松岡美弥子) |       |
| 11.       | 「ムーンウォーカー」        | 伊東歌詞太郎 | 伊東歌詞太郎 | 棚橋UNA信仁                         | 4:19  |
| 12.       | 「真夏のダイヤモンド」      | 伊東歌詞太郎 | 伊東歌詞太郎 | たるとP                             | 3:38  |
| 13.       | 「百火繚乱」                | 伊東歌詞太郎 | 伊東歌詞太郎 | 棚橋UNA信仁                         | 4:47  |
| 14.       | 「I Can Stop Fall in Love」 | 伊東歌詞太郎 | 伊東歌詞太郎 | nishi-ken                           | 3:48  |
| 15.       | 「magic music」             | 伊東歌詞太郎 | 伊東歌詞太郎 | 棚橋UNA信仁                         | 4:27  |
| 16.       | 「絆傷(キズナキズ)」        | 伊東歌詞太郎 | 伊東歌詞太郎 | akkin                               | 4:17  |
| 合計時間: | 合計時間:                   | 合計時間:    | 合計時間:    | 合計時間:                           | 67:25 |

## 楽曲解説

### DISC1
1. ピエロ
原曲はKEI。アルバム『一意専心』収録曲。2012年12月31日にニコニコ動画に投稿された。
2. 惑星ループ
原曲はナユタン星人。2017年9月16日にニコニコ動画に、9月18日にYouTube投稿された。
3. 小夜子
原曲はみきとP。ミニアルバム 『my little white cat』収録曲。2013年4月20日にニコニコ動画に投稿された。
4. しわ
原曲はbuzzG。アルバム『一意専心』収録曲。
5. 神のまにまに
原曲はれるりり。
6. Role Praying
舞台「『ジアース アート ネオライン 神聖創造物』～その老人は 誰よりも 若かった～」書き下ろし楽曲[7]。ミニアルバム『ほしねこ』収録曲。
7. ミルクとコーヒー
ミニアルバム『ほしねこ』収録曲。
8. 帝国少女
原曲はR Sound Design。2017年5月6日にニコニコ動画に、5月11日にYouTubeに投稿された。
9. 約束のスターリーナイト
作詞作曲:buzzG。2014年12月31日に自身のニコニコ動画とYouTubeに投稿された。
10. アストロ
作詞作曲:buzzG。Circle of friends名義でのアルバム『Circle of friends2』収録[8]。
11. チルドレンレコード
原曲はじん (自然の敵P)。ミニアルバム 『my little white cat』収録曲だが、今作に収録されるのは再録されたバージョンであり、1月12日に先行配信リリースされた[9]。旧音源の歌ってみたは、2012年8月15日にニコニコ動画に投稿され、再録バージョンは、2022年1月12日にYouTubeとニコニコ動画に投稿された。
12. 脳漿炸裂ガール
原曲はれるりり。2012年12月28日発売のれるりりのミニアルバム『脳漿炸裂ガール』にボーナストラックとして収録。
13. 帰ろうよ、マイホームタウン～追想～
アルバム『二天一流』収録曲。
14. 僕だけのロックスター
アルバム『二律背反』収録曲。
15. パラボラ～ガリレオの夢～
アルバム『二律背反』収録曲。

### DISC2
1. 北極星
ミニアルバム『ほしねこ』収録曲。
2. キリトリセン
原曲は40mP。
3. タイムトラベラー
『太鼓の達人』にナムコオリジナル楽曲として提供した書き下ろし楽曲であり[10]、「太鼓の達人 オリジナルサウンドトラック りんごあめ」にゲームサイズで収録されたが[11]、自身のアルバムへの収録は初となった。
4. 少年と魔法のロボット
原曲は40mP。2013年10月13日にニコニコ動画に投稿された。
5. 恋愛裁判
原曲は40mP。2015年7月4日にニコニコ動画に、7月10日にYouTubeに投稿された。
6. 少女レイ
原曲はみきとP。2018年9月30日にニコニコ動画に、10月26日にYouTubeに投稿された。
7. Heeler
舞台「牙狼＜GARO＞-神ノ牙 覚醒-」主題歌として書き下ろされた楽曲で、『牙狼＜GARO＞-神ノ牙 覚醒- Blu-ray』のエンドロールでのみ視聴できていた楽曲[12]。本作で初めて音源化された。
8. さよならだけが人生だ
Circle of friends名義でのアルバム『Circle of friends Vol.3』収録[13]。
9. Fairytale,
原曲はbuzzG。
10. タイムマシン
原曲は、164と40mPによるコラボユニット「1640mP」。
11. ムーンウォーカー
ミニアルバム『BLANK DISK』収録曲。
12. 真夏のダイヤモンド
ミニアルバム『Overture』収録曲。
13. 百火繚乱
「うつくしまYOSAKOIまつり おもてなし温楽彩」よさこいテーマソング[14][15]。2017年9月13日に配信限定シングルとしてリリースされていたが[16]、本作でアルバム初収録となった。
14. I Can Stop Fall in Love
アルバム『二律背反』収録曲。
15. magic music
ミニアルバム『WEST SIDE STORY』収録曲。
16. 絆傷(キズナキズ)
本作の収録曲で唯一の新曲[17]。アルバム発売後に、TBS系プロ野球中継『S☆1 BASEBALL』のテーマソングに使用された[18]。

## 演奏
Disc 1
- 伊東歌詞太郎
  - Vocal
  - Guitar (#13.14)
- JIN：Guitar (#1)
- 鳴瀧朋宏：Bass (#1.4)
- 田辺貴広：Drums (#1.2.4.14)
- 高間有一：Bass (#2.14)
- 柴田佳則：Guitar (#2.13)
- 幡宮航太：Keyboards (#2)
- 沼能友樹：Guitar (#4)
- 棚橋UNA信仁
  - Keyboards (#4)
  - Programming & All Other Instruments (#13)
- 近藤寿：Guitar (#8)
- 事務員G：Piano (#9)
- 松田怜：Strings (#9)
- [TEST]：Guitar (#9)
- mao：Bass (#9)
- ショボン：Drums & Percussion (#9)
- Kei Nakamura：Bass (#10)
- ゆりん：Synthesizer (#14)
- 木島靖夫：Guitar (#15)

Disc 2
- 伊東歌詞太郎
  - Vocal
  - Acoustic Guitar (#11.15)
- 高間有一：Bass (#1.2.4.16)
- 柴田佳則：Guitar (#1.2.4.11.12)
- 田辺貴広：Drums (#1.2.4)
- 幡宮航太：Keyboards (#1.2.4)
- HAZE / 大宮洋介：Drums (#5.8.10)
- 佐野優：Bass (#5.8)
- 松岡美弥子 (未来古代楽団)
  - Piano & All Other Instruments (#5.8.10)
  - Keyboards (#5.10)
- 二木元太郎：Guitar (#5.8.10)
- 吉澤達彦：Trumpet (#5)
- 砂守岳央 (未来古代楽団)：All Other Instruments (#5.8.10)
- 吉田篤貴：Violin & Viola (#8.10)
- Σicom：Keyboards (#9)
- Linia：Guitar (#9)
- 843：Bass (#9)
- まおう：Drums (#9)
- 加賀原匠：Bass (#10)
- 沼能友樹：Guitar (#11.15)
- たるとP：Programming (#12)
- 木島靖夫：Guitar (#14)
- akkin：Guitar & Programming (#16)
- 松原“マツキチ”寛：Drums (#16)